# 司教法令集

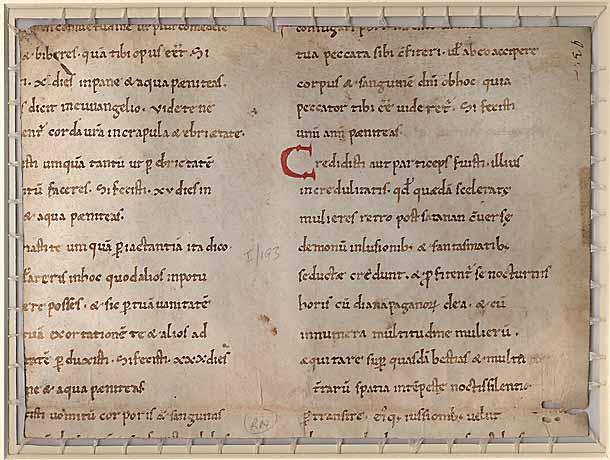
ヴォルムスのブルカルドゥスの『教令集』のページ

『司教法令集』(Canon Episcopi) は、ウイッチクラフト（英: witchcraft、妖術、魔女術）の歴史における重要な資料のひとつである。これは906年頃にプリュムのレギーノが集成した『教会会議訴訟と教会の処理に関する書』（Libri de synodalibus cuasis et disciplinas ecclesiasticis）において初めて世に出たものであるが、レギーノはこれをもっと古いテクストと考えた。彼や後続の学者らはこれを314年のアンキラ公会議に由来するものと信じたが、その証拠となるものは現存せず、現代の学者はおそらく元は9世紀のフランク王国の法規だったのだろうと考えている。これは後に、教会法の一切を集成する初期の試みであったヴォルムスのブルカルドゥスによる『教令集』（Decretum）（1008年から1012年に編集）に収録された。「司教が教区から魔術師や妖術師を追放するために」という副題が付されていたことから、このテクストは『司教法令集』と呼ばれるようになった。1140年頃にはグラティアヌスによる権威ある『グラティアヌス教令集』（Corpus juris canonici）に収録された。グラティアヌスの選集に収められたことによってこのテクストは、ヨーロッパのウイッチクラフトに対するローマ・カトリックの見方が中世晩期において劇的に変化し始めるまでの間、数世紀にわたって権威ある法規として扱われた。
ウイッチクラフトの問題に関するカトリック教会の神学的立場を示す初期の文献として、『司教法令集』は魔女狂熱の時代を研究する史家の注目を大いに集めてきた。そしてまたロナルド・ハットンのような新異教主義の研究家の注目も集めてきた。というのもこのテクストは、ウイッチクラフト信仰がローマ神話の女神ディアーナへの異教信仰と何らかのつながりがあるかもしれないということを示しているからである。チャールズ・ゴッドフリー・リーランドのような著作家は、一般にマーガレット・マリーが提唱したとされる「ヨーロッパのウイッチクラフトは前キリスト教の異教信仰の存続を示している」という仮説の証拠として、これを引き合いに出している。
原著者である無名氏は、この「ディアーナの騎行」なるものは「迷信」であり「幻影」であり、そのようなことは実際にあったことではないとの立場をとっており、「ディアーナの騎行」の実在を信じることは真の信仰からの逸脱もしくは異端であるとして非難している。ジェフリー・バートン・ラッセルのようなウイッチクラフトの研究者は、11世紀における呪術へのこのような懐疑的論評と、だいぶ後の魔女狂熱の時代における軽信とを対比した。1487年以降、魔女狩りの手引き書として魔女狂熱において重要な役割を果たした『魔女への鉄槌』の著者は、ウイッチクラフトは現実のものであるという自身の信念と、教会法に述べられた事々との折り合いをつけるために、『司教法令』の解釈をねじ曲げた。
ディアーナの仲間に他の名前が加えられたことが『司教法令集』の履歴をさらに複雑なものにしている。ヴォルムスのブルカルドゥスはこのテクストを再録する際、ある箇所には『新約聖書』中の人物であるヘロディアの名を書き加え、別の箇所にはチュートン人の女神ホルダ（Holda）の名を書き加えた。その後、アウグスティヌスの所説とされた（実際にはサン＝ヴィクトルのフーゴーの作であろうといわれている）12世紀の教会パンフレットは『司教法令集』を引用し、ディアーナの仲間をミネルウァと記している。その後のいくつかの公会議の文書にはベンゾジア（ Benzozia）とビザジア（Bizazia）の名もみえる。1280年のアリエージュ地方の教区公会議の記録にはベンソジア（Bensozia）の名が出ているが、カルロ・ギンズブルグはこれについて bona socia （良き結社）が変じた名であろうと推定している。